# Język koyukon
Język koyukon (Kenaakk’enaage’) –  język z grupy atapaskańskiej używany na Alasce. W 2020 r. biegle mówiło nim mniej niż 150 osób.
Poważnie zagrożony wymarciem. Jego znajomość ogranicza się do przedstawicieli starszego pokolenia. W latach 80. XX wieku posługiwało się nim 650 osób (przy czym wszyscy użytkownicy mieli powyżej 20 lat).
Jest używany w rejonie rzeki Koyukuk. W 2007 r. podano, że jego użytkownicy zamieszkują 11 wsi; w użyciu są trzy dialekty. Szeroko zakrojone prace dokumentacyjne nad tym językiem prowadził misjonarz Julius Jetté, działający na początku XX wieku. Od lat 70. swój udział w opisywaniu języka koyukon miała jego rodzima użytkowniczka Eliza Jones, autorka materiałów szkolnych i popularyzatorskich oraz współredaktorka obszernego słownika.